# The Usos
The Usos là một nhóm đấu vật chuyên nghiệp người Samoa (thực tế cuộc sống: anh em sinh đôi) Jimmy Uso và Jey Uso (sinh ngày 22/8/1985), họ biểu diễn ở WWE SmackDown và hiện đang giữ chức vô địch SmackDown Tag Team Championship sau khi đánh bại 2 cha con nhà Mysterio, Rey Mysterio và Dominik Mysterio. Trước đây bộ đôi này được quản lý bởi Tamina và vợ thật của Jimmy, Naomi.